# Cransley
Cransley – wieś w Anglii, w hrabstwie Northamptonshire, w dystrykcie (unitary authority) North Northamptonshire. Leży 18 km na północny wschód od miasta Northampton i 107 km na północny zachód od Londynu. Miejscowość liczy 283 mieszkańców.